# National Collegiate Hockey Conference
| National Collegiate Hockey Association |                                                                          |
| National Collegiate Hockey Conference  |                                                                          |
| Gründungsjahr                          | 2011 (Spielbetrieb seit 2013)                                            |
| Dachverband                            | National Collegiate Athletic Association (Division I)                    |
| Mitglieder                             | 9 (10 ab 2026)                                                           |
| Sport                                  | Eishockey                                                                |
| Region                                 | Mittlerer Westen, Westen der Vereinigten Staaten                         |
| Bundesstaaten                          | Arizona, Colorado, Michigan, Minnesota, Nebraska, North Dakota, Ohio (7) |
| Hauptsitz                              | Colorado Springs, Colorado                                               |
| Titelträger                            | University of Denver                                                     |
| Vorsitzender                           | Josh Fenton                                                              |

Die National Collegiate Hockey Conference (NCHC) ist eine US-amerikanische Universitäts- und Collegesportliga, die eine von sechs Eishockey-Conferences unter dem Dachverband der National Collegiate Athletic Association (NCAA) darstellt. Die aus acht Mannschaften bestehende Conference wurde 2011 als reine Männer-Liga gegründet, nahm jedoch erst zur Saison 2013/14 den Spielbetrieb in der Division I der NCAA auf. Die Teilnehmer stammen allesamt aus dem Westen bzw. Mittleren Westen der Vereinigten Staaten.

## Geschichte
Im Jahre 2011 kündigte die Pennsylvania State University an, ab 2013 mit einem Eishockeyteam am Spielbetrieb der NCAA teilnehmen zu wollen. Dies hatte eine starke Umstrukturierung des Eishockey-Conference-Systems der NCAA zur Folge, da die Penn State das sechste Mitglied der Big Ten Conference war, das eine Eishockeymannschaft stellt. Sechs ist Grenze, bei der direkt eine neue Conference eröffnet werden kann, was die übrigen fünf Mitglieder mit Eishockeysparte der Big Ten durchsetzten. Durch die ab der Saison 2013/14 teilnehmende Big Ten Conference wurde die Central Collegiate Hockey Association aufgelöst. In der Folge traten eine Mannschaft der aufgelösten CCHA (Miami University) sowie fünf der WCHA (Colorado College, University of Denver, University of Minnesota Duluth, University of Nebraska Omaha und University of North Dakota) zusammen, um mit sechs Teams eine neue Conference zu gründen. Diese wurde im Juli 2011 angekündigt und der Teilnahmebeginn am Spielbetrieb der NCAA ebenfalls auf die Saison 2013/14 festgesetzt.
Im September 2011 wurde bekannt gegeben, dass die St. Cloud State University sowie die Western Michigan University der neuen NCHC beitreten und die Zahl der zu Saisonbeginn teilnehmenden Mannschaften somit auf acht festlegen. Im März 2013 wurde schließlich das Logo der NCHC enthüllt, dass acht Sterne für die acht Startmitglieder sowie einen Hockeyschläger zeigt.
Am 5. Juli 2023 gab die NCHC bekannt, dass die Arizona State University, zuvor eine unabhängige Division I im Herren-Eishockey, der Konferenz im Juli 2024 beitreten wird.

## Modus
Jede der acht Mannschaften absolviert insgesamt 24 Saisonspiele, wobei jeweils 12 Heim- und 12 Auswärtsspiele ausgetragen werden. Dabei spielt jedes Team vier Mal (zwei Heim-, zwei Auswärtsspiele) gegen fünf Teams, sowie zweimal (entweder zwei Heim- oder zwei Auswärtsspiele) gegen die verbleibenden zwei Teams. Diese Zuordnung wird jede Saison aufs Neue und zufällig vorgenommen. Nach der regulären Saison spielen alle acht Mannschaften die Play-offs, wobei jeweils der Punktbeste gegen den Punktschlechtesten der regulären Saison, der Zweite gegen den Siebten, der Dritte gegen den Sechsten sowie der Vierte gegen den Fünften spielt. Die Begegnungen werden mit best-of-three-Modus ausgetragen, sodass diejenige Mannschaft weiterkommt, die zuerst zwei Spiele gewonnen hat. Die in der regulären Saison höher platzierte Mannschaft hat dabei Heimrecht, bestreitet also Spiel 1 und 3 vor heimischem Publikum. Die Halbfinals sowie das Finale (Final Four) werden dann als NCHC Frozen Faceoff in einer Stadt ausgetragen, wobei jeweils nur noch eine Partie ausgetragen wird. Im Gegensatz zu vielen anderen Wettbewerben wird auch der Drittplatzierte ausgespielt.

## Teilnehmer
| Institution                    | Herkunft                   | Teamname       | Gründungsjahr | Zugehörigkeit | Studentenzahl | vorherige Eishockey-Conference | Beigetreten |
| ------------------------------ | -------------------------- | -------------- | ------------- | ------------- | ------------- | ------------------------------ | ----------- |
| Arizona State University       | Tempe, Arizona 1           | Sun Devils     | 1885          | Staatlich     | 57.588 2      | Unabhängig                     | 2024        |
| Colorado College               | Colorado Springs, Colorado | Tigers         | 1874          | Privat        | 2.011         | WCHA                           | 2013        |
| University of Denver           | Denver, Colorado           | Pioneers       | 1864          | Privat        | 11.842        | WCHA                           | 2013        |
| Miami University               | Oxford, Ohio               | RedHawks       | 1809          | Staatlich     | 15.726        | CCHA                           | 2013        |
| University of Minnesota Duluth | Duluth, Minnesota          | Bulldogs       | 1947          | Staatlich     | 10.500        | WCHA                           | 2013        |
| University of Nebraska Omaha   | Omaha, Nebraska            | Mavericks      | 1908          | Staatlich     | 14.903        | WCHA                           | 2013        |
| University of North Dakota     | Grand Forks, North Dakota  | Fighting Hawks | 1883          | Staatlich     | 15.250        | WCHA                           | 2013        |
| St. Cloud State University     | St. Cloud, Minnesota       | Huskies        | 1869          | Staatlich     | 17.073        | WCHA                           | 2013        |
| Western Michigan University    | Kalamazoo, Michigan        | Broncos        | 1903          | Staatlich     | 25.045        | CCHA                           | 2013        |

1 Arizona State verfügt über vier Campusse im Großraum Phoenix. Der Hauptcampus und die Universitätsverwaltung befinden sich in Tempe.

2 Studentenzahl am Tempe-Campus. Die Gesamtzahl der Studierenden, sowohl an physischen Campusstandorten als auch online, beträgt 142.616.

### Zukünftiges Mitglied
| Institution              | Herkunft              | Teamname | Gründungsjahr | Zugehörigkeit | Studentenzahl | vorherige Eishockey-Conference | Beigetreten |
| ------------------------ | --------------------- | -------- | ------------- | ------------- | ------------- | ------------------------------ | ----------- |
| University of St. Thomas | Saint Paul, Minnesota | Tommies  | 1885          | Privat        | 9.878         | CCHA                           | 2026        |

### Spielstätten

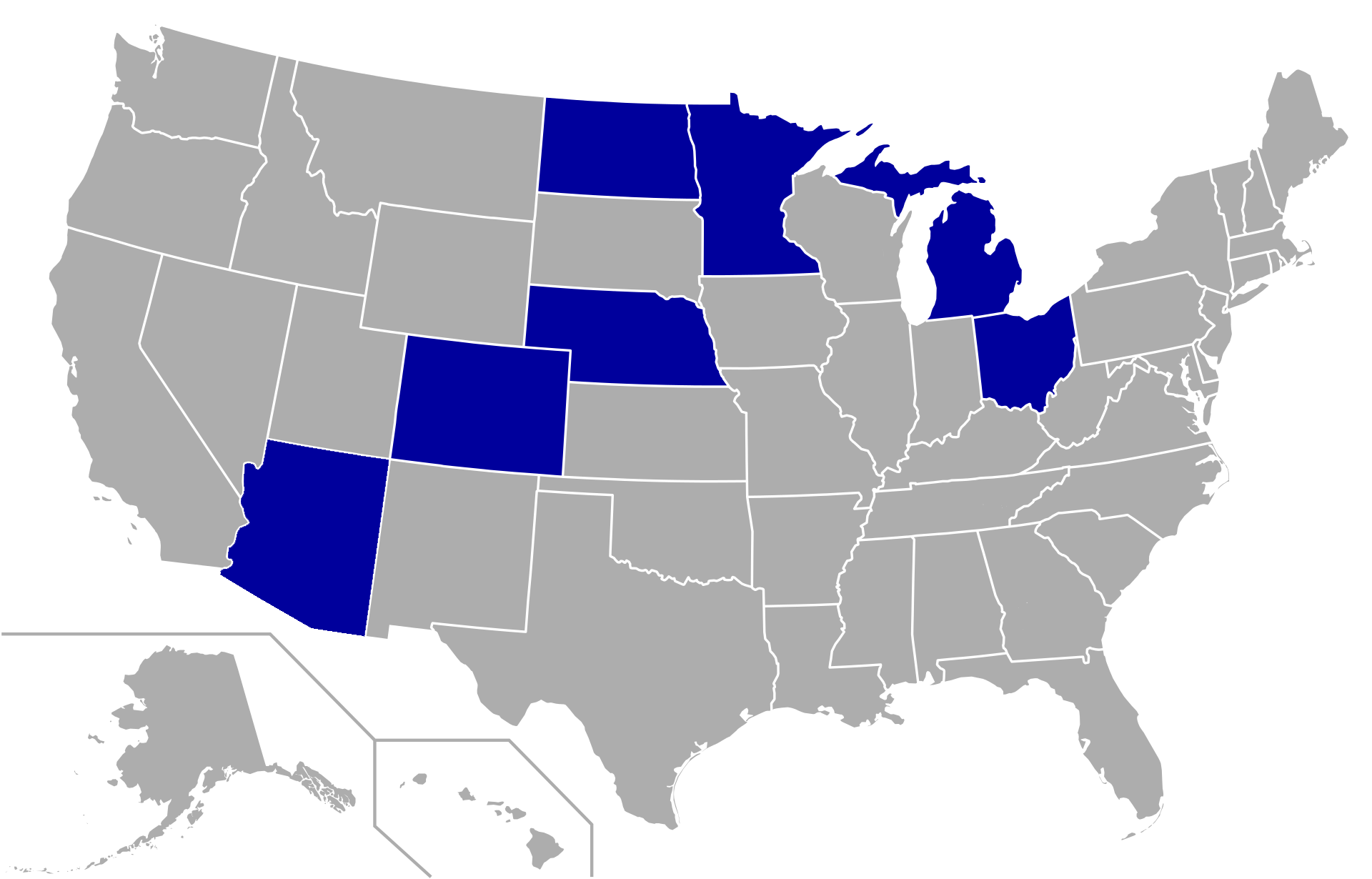
An der NCHC beteiligte Bundesstaaten

Zukünftiges Mitglied in Grau.
| Institution                    | Spielstätte                        | Kapazität | Baujahr |
| ------------------------------ | ---------------------------------- | --------- | ------- |
| Arizona State University       | Mullett Arena                      | 5.000     | 2022    |
| Colorado College               | Ed Robson Arena                    | 3.407     | 2021    |
| University of Denver           | Magness Arena                      | 6.026     | 1999    |
| Miami University               | Goggin Ice Center                  | 3.200     | 2006    |
| University of Minnesota Duluth | AMSOIL Arena                       | 6.732     | 2010    |
| University of Nebraska Omaha   | Baxter Arena                       | 7.898     | 2015    |
| University of North Dakota     | Ralph Engelstad Arena              | 11.640    | 2001    |
| St. Cloud State University     | Herb Brooks National Hockey Center | 5.763     | 1989    |
| University of St. Thomas       | Lee and Penny Anderson Arena       | 4.000     | 2025    |
| Western Michigan University    | Lawson Arena                       | 3.667     | 1974    |

## Sieger
| Saison  | Reguläre Saison     | Play-offs         |
| ------- | ------------------- | ----------------- |
| 2013/14 | St. Cloud State     | Denver            |
| 2014/15 | North Dakota        | Miami             |
| 2015/16 | North Dakota        | St. Cloud State   |
| 2016/17 | Denver              | Minnesota–Duluth  |
| 2017/18 | St. Cloud State     | Denver            |
| 2018/19 | St. Cloud State     | Minnesota–Duluth  |
| 2019/20 | North Dakota        | Keiner (COVID-19) |
| 2020/21 | North Dakota        | North Dakota      |
| 2021/22 | Denver North Dakota | Minnesota–Duluth  |
| 2022/23 | Denver              | St. Cloud State   |
| 2023/24 | North Dakota        | Denver            |
| 2024/25 | Western Michigan    | Western Michigan  |